# Pseudobagrus truncatus
Pseudobagrus truncatus är en fiskart som först beskrevs av Regan, 1913.  Pseudobagrus truncatus ingår i släktet Pseudobagrus och familjen Bagridae. Inga underarter finns listade i Catalogue of Life.